# Cbs Corporate Business Solutions
cbs Corporate Business Solutions Unternehmensberatung GmbH ist ein weltweit tätiges Beratungshaus mit Hauptsitz in Heidelberg.
Das Unternehmen ist spezialisiert auf die Gestaltung von durchgehenden Geschäftsprozessen, Unternehmenslösungen auf Basis von SAP-Software und Cloud-Technologie sowie die Transformation von Daten und ERP-Systemen (Enterprise Resource Planning) für Industriekunden aus den Branchen Maschinen- und Anlagenbau, Pharma, Chemie, Automobil, Life Science und Medizintechnik.

## Geschichte

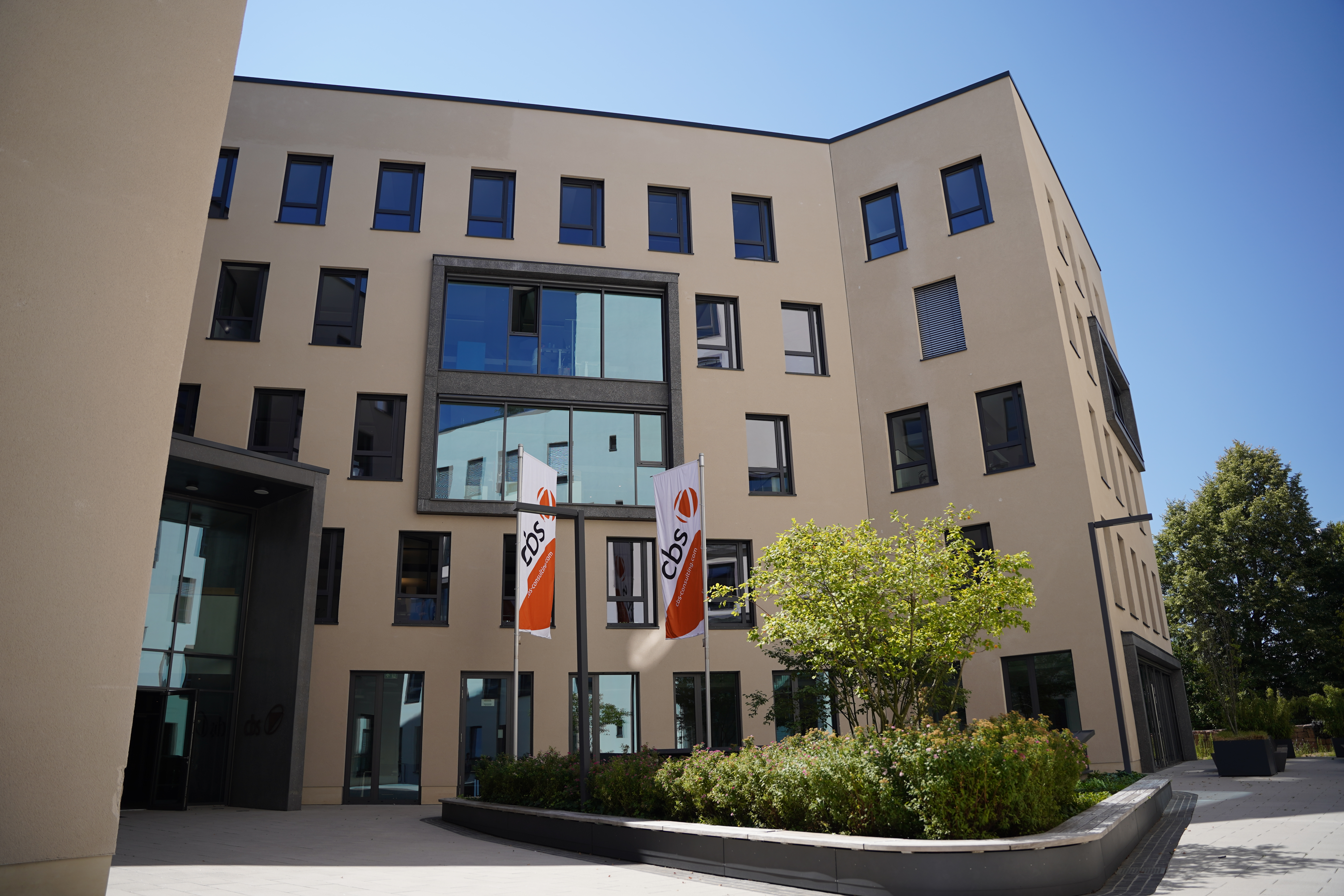
Hauptniederlassung Heidelberg

cbs wurde 1995 von Harald Sulovsky und Tarek Kramer unter dem Namen microsap gegründet. Im darauffolgenden Jahr bezog cbs erstmals ein Büro in Heidelberg und eröffnete eine Niederlassung in München. 1997 firmierte das Unternehmen in cbs Corporate Business Solutions um. 2005 wurde cbs Teil des IT-Dienstleisters Materna. 2018 wurde ein neuer Firmensitz in der Heidelberger Bahnstadt bezogen.
Im Jahr 2021 übergab Firmengründer Harald Sulovsky die Geschäfte an Rainer Wittwen, der seitdem das Unternehmen als CEO führt.

## Konzernstruktur
cbs ist seit 2005 Teil von Materna mit Sitz in Dortmund. Im Jahr 2014 übernahm cbs den Logistikspezialisten und Cloud-Anbieter leogistics aus Hamburg. Im Frühjahr 2022 erwarb cbs den Manufacturing- und IoT-Spezialisten Trebing + Himstedt. Im Mai 2023 erwarb cbs den Human Experience Management Spezialisten projekt0708. Im März 2024 integrierte cbs die Product Lifecycle Management-Beratung EPS Flow.
cbs ist weltweit an mehr als 35 Standorten vertreten, darunter zehn Geschäftsstellen in Deutschland, neun weitere Standorte im europäischen Raum, drei in den USA sowie Standorte in Singapur, Malaysia, China, Japan, Indien und Australien.